# Edward Sharpe and the Magnetic Zeros
Edward Sharpe & The Magnetic Zeros est un groupe américain formé en 2007, originaire de Los Angeles. Il est composé du chanteur Alex Ebert et d'une dizaine de musiciens.

## Historique
Après la rupture avec sa petite amie de l’époque, Alexander Ebert quitte le domicile pour rejoindre un ami de longue date, Nicholas Raymond Kellen, et décide de suivre une thérapie en douze étapes, le Twelve-Step Program (en). En parallèle, il commence à écrire un livre sur une figure messianique qu’il appelle Edward Sharpe. Ebert le définit comme « un être venu sur terre pour sauver les Hommes… Mais qui serait encore capable d’être distrait par la gent féminine et de tomber amoureux ». Durant cette période, il fait la connaissance de Jade Castrinos.
En 2009, Alexander Ebert, Jade Castrinos et une troupe de musiciens pour la plupart des amis de longue date , fondent Edward Sharpe and the Magnetic Zeros. Le groupe, très inspiré par la culture hippie, part en tournée en bus à travers les États-Unis. Le style musical est très éloigné des précédentes collaborations d’Alexander Ebert avec Ima Robot. Les influences musicales du groupe oscillent entre folk, indie et rock psychédélique,.
En 2012, le deuxième album, Here, enregistré entre la Californie et la Louisiane, permet au groupe à se faire connaître hors des Etats-Unis, et notamment en Europe et en France,.
En 2013, leur album éponyme intègre des influences gospel.
En 2016, avec la sortie du quatrième album, Personna, Alex Ebert mène seul le projet musical après le départ de Jade Castrinos du groupe. Cet album intègre des ambiances musicales plus jazz,.

## Membres
- Alex Ebert - voix, guitare, percussions, piano
- Jade Castrinos - voix, guitare
- Nico Aglietti - guitare, claviers, voix
- Stewart Cole - trompette, percussions, clavier, ukulélé, voix
- Aaron Embry - clavier, piano, voix
- Josh Collazo - batterie, percussions, voix
- Orpheo McCord - percussions, voix
- Nora Kirkpatrick - accordéon, voix
- Christian Letts - guitare, voix
- Seth Ford-Young - basse, voix
- Mark Noseworthy - guitare, voix (printemps 2012)
- Aaron Arntz - piano (été 2012)

### Musiciens additionnels
- Chris Richard - voix, percussion
- Anna Bulbrook - viole, voix
- Tyler James - piano, voix
- Felix Bloxsom - batterie
- Nathaniel Markman – musicien occasionnel
- Ryan Richter – guitare
- Scott Ralston – manager en tournée
- Bryan Ling – manager

### Autres membres
- Aaron Older – basse, voix, banjo, percussions
- Tay Strathairn – piano, harmonica, voix
- Michael Farfel - manager/announcer

## Discographie

### Albums studio
- 2009 : Up From Below
- 2012 : Here
- 2013 : Edward Sharpe & The Magnetics Zeros
- 2016 : PersonA

## Autres apparitions
- En 2009, la chanson Home (en) est utilisée dans l'épisode 9 de la saison 1 de la série Community (Debate 109).
- Dans l'épisode 6, "Enough About Eve (Assez sur Eve)", de la saison 3 de Gossip Girl.
- En 2010, la chanson Home est utilisée dans l'épisode 10 de la saison 4 de la série Ugly Betty.
- En 2011 , dans l'épisode 22, Don't Vote for This Episode (La Folle Histoire des Chance), de la saison 1 de la série Raising Hope.
- En 2012, on peut entendre le titre Home dans le film Ce qui vous attend si vous attendez un enfant, de Kirk Jones et dans L'Amour malgré tout (Stuck in Love) de Josh Boone.
- En 2013, le titre Home est utilisé comme support musical dans une publicité française pour le Peugeot 2008 Crossover[10],[11]. Le single entre alors dans les charts français à la 24e place, puis atteint la 7e position la semaine suivante[12].
- En 2013, le titre 40 Day Dream/Geez Louise (en) est le support musical de la pub C4 Picasso[13].
- En 2013, le titre Home est utilisé dans le générique de fin de l'épisode 6 de Crossed[14].
- En 2014, le titre Home est repris par un ensemble de cordes dans le dernier épisode de la saison 5 de Modern Family.
- En 2015, le titre Home est repris par le casting de Glee dans le 1er épisode de la saison 6.
- En 2022, le titre Home est repris par le casting de The Wilds dans l'épisode 3 de la saison 2.